# Endo-exo-Isomerie
Unter  endo-exo-Isomerie versteht man in der organischen Chemie eine spezielle Form der Isomerie, die nur bei substituierten verbrückten bicyclischen Kohlenwasserstoffen auftritt. Die Bezeichnungen endo und exo zählen zu den relativen Stereodeskriptoren und werden in systematischen Namen nur noch für achirale pseudoasymmetrische stereogene Zentren am Gerüst von Bicycloalkanen sowie Bicycloalkenen und ihren Heteroanaloga angewandt.
Als endo (endo, griech., innen) bezeichnet man jenes Isomer, bei dem die Substituenten R auf der entgegengesetzten Seite der kürzesten Brücke (grün markiert) liegen. Als exo (exo, griech., außen) bezeichnet man jenes Isomer, bei dem die Substituenten R auf der Seite der kürzesten Brücke liegen:
Einfach lässt sich die endo-exo-Isomerie anhand von Strukturformeln erkennen:

endo
exo
endo
exo

Dieser Bicyclus besitzt drei Brücken: Zwei mit jeweils 2 Kohlenstoff-Atomen, und eine mit einem Kohlenstoff-Atom (Spitze oben). An der einen „Zweikohlenstoffbrücke“ können die Reste R daher zwei unterschiedliche Positionen einnehmen:
- stehen sie auf der gleichen Seite wie die andere blau markierte „Zweikohlenstoffbrücke“ entspricht dies einer endo-Stellung der Reste R im Bicyclus.
- stehen sie auf der entgegengesetzten Seite zu der anderen (blau markierten) „Zweikohlenstoffbrücke“ entspricht dies einer exo-Stellung der Reste R im Bicyclus.

Bicyclen, die an der kürzesten Brücke einfach substituiert sind, können mit der Endo-exo-Definition nicht beschrieben werden. Die Klassifikation dieser Isomere erfolgt durch die syn-anti-Notation.